# El-Sayed El-Attiyah
El-Sayed El-Attiyah (en árabe: السيد العطية‎; Tanta, Egipto; 1926 - Tanta, Egipto; 3 de octubre de 2008), futbolísitcamente conocido como Toto, fue un exfutbolista y entrenador egipcio. Jugó con el Al-Ahly de la Premier League de Egipto y es un goleador histórico de dicho equipo.

## Trayectoria
Toto comenzó su carrera como futbolista en el equipo juvenil del Tanta SC. Más tarde, fue reclutado en 1949 para jugar en Al-Ahly de la Premier League de Egipto. Jugó hasta 1959, ganando nueve títulos de liga y seis títulos de la Copa de Egipto.
Más tarde, volvió a jugar para el Tanta Sporting Club en 1960 hasta retirarse en 1974. Posteriormente, trabajó como entrenador en la región del Golfo, siendo en ocasiones entrenador del Tanta SC.

## Selección nacional
Con la selección de Egipto, Toto disputó la Copa Mediterránea, un torneo amistoso disputado por selecciones que bordean el Mediterráneo. En la Copa Mediterránea 1949 encajó dos tantos. En la Copa Mediterránea 1950-53 también marcó dos goles. En 1952, El-Attiyah fue convocado para los Juegos Olímpicos de 1952. Sin embargo, no fue titular en ningún partido. En 1953 participó en la última edición de la Copa Mediterránea sin marcar goles.

## Estadísticas

### Clubes
| Club     | País   | Año         |
| -------- | ------ | ----------- |
| Al-Ahly  | Egipto | 1949 - 1959 |
| Tanta SC | Egipto | 1960 - 1974 |

### Selección

#### Partidos internacionales
| 1. | 12 de mayo de 1949      | Estadio Apostolos Nikolaidis, Atenas, Grecia | Turquía  | 2-3 | 1 | Copa Mediterránea 1949    |
| 2. | 18 de mayo de 1949      | Estadio Apostolos Nikolaidis, Atenas, Grecia | Grecia   | 1-3 | 0 | Copa Mediterránea 1949    |
| 3. | 22 de mayo de 1949      | Estadio Apostolos Nikolaidis, Atenas, Grecia | Italia B | 1-2 | 1 | Copa Mediterránea 1949    |
| 4. | 17 de febrero de 1950   | Muhammad Ali Stadium, El Cairo, Egipto       | Grecia   | 2-0 | 2 | Copa Mediterránea 1950-53 |
| 5. | 28 de octubre de 1950   | Estadio Ankara 19 Mayis, Ankara, Turquía     | Turquía  | 3-1 | 0 | Copa Mediterránea 1950-53 |
| 6. | 11 de noviembre de 1951 | ?, El Cairo, Egipto                          | Italia B | 3-0 | 0 | Copa Mediterránea 1950-53 |
| 7. | 25 de noviembre de 1951 | Estadio Apostolos Nikolaidis, Atenas, Grecia | Grecia   | 1-0 | 0 | Copa Mediterránea 1950-53 |
| 8. | 21 de enero de 1955     | Muhammad Ali Stadium, El Cairo, Egipto       | Grecia   | 1-1 | 0 | Copa Mediterránea 1953-58 |

## Palmarés

### Títulos nacionales
| Título                   | Club    | País   | Año  |
| ------------------------ | ------- | ------ | ---- |
| Premier League de Egipto | Al-Ahly | Egipto | 1949 |
| Copa de Egipto           | Al-Ahly | Egipto | 1949 |
| Premier League de Egipto | Al-Ahly | Egipto | 1950 |
| Copa de Egipto           | Al-Ahly | Egipto | 1950 |
| Premier League de Egipto | Al-Ahly | Egipto | 1951 |
| Copa de Egipto           | Al-Ahly | Egipto | 1951 |
| Premier League de Egipto | Al-Ahly | Egipto | 1953 |
| Copa de Egipto           | Al-Ahly | Egipto | 1953 |
| Premier League de Egipto | Al-Ahly | Egipto | 1954 |
| Premier League de Egipto | Al-Ahly | Egipto | 1956 |
| Copa de Egipto           | Al-Ahly | Egipto | 1956 |
| Premier League de Egipto | Al-Ahly | Egipto | 1957 |
| Premier League de Egipto | Al-Ahly | Egipto | 1958 |
| Copa de Egipto           | Al-Ahly | Egipto | 1953 |
| Premier League de Egipto | Al-Ahly | Egipto | 1959 |